# Puertorriqueños en los Estados Unidos
Un puertorriqueño en los Estados Unidos (en inglés: Stateside Puerto Ricans) es un ciudadano estadounidense nacido en Puerto Rico o en uno de los estados de los Estados Unidos de América, de padres de origen boricua, y quien ha vivido una parte importante de su vida en uno de los Estados de los Estados Unidos o en Washington D. C., que hayan nacido o tengan ascendencia familiar en el territorio no incorporado de los Estados Unidos de Puerto Rico.
Desde 1898, Puerto Rico ha sido un territorio no incorporado de los Estados Unidos oficialmente después del cese al fuego y armisticio en la guerra hispano-estadounidense, conocido actualmente como el Estado Libre Asociado de Puerto Rico desde el 1952, año en el que se adoptó su constitución. Los residentes de Puerto Rico recibieron la ciudadanía estadounidense en 1917 mediante la ley norteamericana conocida como la Ley Jones-Shafroth.
La mayoría de los puertorriqueños descienden de europeos (mayormente españoles y franceses en concreto corsos), indígenas taínos, y africanos, con otras minorías resultando por inmigración latinoamericana, asiáticos (mayormente chinos), y de inmigrantes no latinos provenientes de los Estados Unidos.
Los puertorriqueños representan el 9% de la población latinoamericana en los Estados Unidos y el 1.5% de la población total de la nación norteamearicana. A pesar de que el censo de 2010 de los Estados Unidos pone el número de los puertorriqueños que viven en los Estados Unidos en unos 4.6 millones, estimaciones del 2012 muestran que su población ha crecido a más de 5 millones.
Según los nuevos patrones poblacionales, la Ciudad de Nueva York sigue teniendo la población más grande de puertorriqueños en los Estados Unidos, seguida por Filadelfia. El término Nuyorican o Nuyorriqueño se refiere a puertorriqueños de la ciudad de Nueva York o sus alrededores metropolitanos en los estados de Connecticut y Nueva Jersey. Una gran parte de la población puertorriqueña en los Estados Unidos reside en el noreste de los Estados Unidos y en el estado de la Florida, con Holyoke, Massachusetts y Buenaventura Lakes, Florida, reportando los porcentajes más altos de residentes puertorriqueños de todos los municipios de la nación estadounidense. También, hay una gran cantidad en el área metropolitana de Chicago y en otras áreas de Ohio, Carolina del Norte, Virginia, Maryland, Georgia, Texas, y California, entre otros.

## Identidad
Los puertorriqueños han estado migrando a los Estados Unidos desde el siglo XIX y tienen una larga historia de preservación cultural. En Nueva York, que ha tenido la concentración mayor de puertorriqueños en los Estados Unidos, los puertorriqueños comenzaron a postularse para puestos políticos en la década de los 20 del siglo XX, eligiendo a uno de los suyos a la Asamblea estatal de Nueva York en el 1937.
Una serie de instituciones puertorriqueñas han nacido de tal historial cultural. Aspira se fundó en Nueva York en 1961 y es hoy día una de las organizaciones latinas sin fines de lucro más grande de los Estados Unidos. Está también la National Puerto Rican Coalition en Washington D. C., el National Puerto Rican Forum, el Puerto Rican Family Institute, Boricua College, el Center for Puerto Rican Studies de la Universidad de la Ciudad de Nueva York en el Hunter College, el Puerto Rican Legal Defense and Education Fund, la National Conference of Puerto Rican Women, y la New York League of Puerto Rican Women, Inc., entre otros.

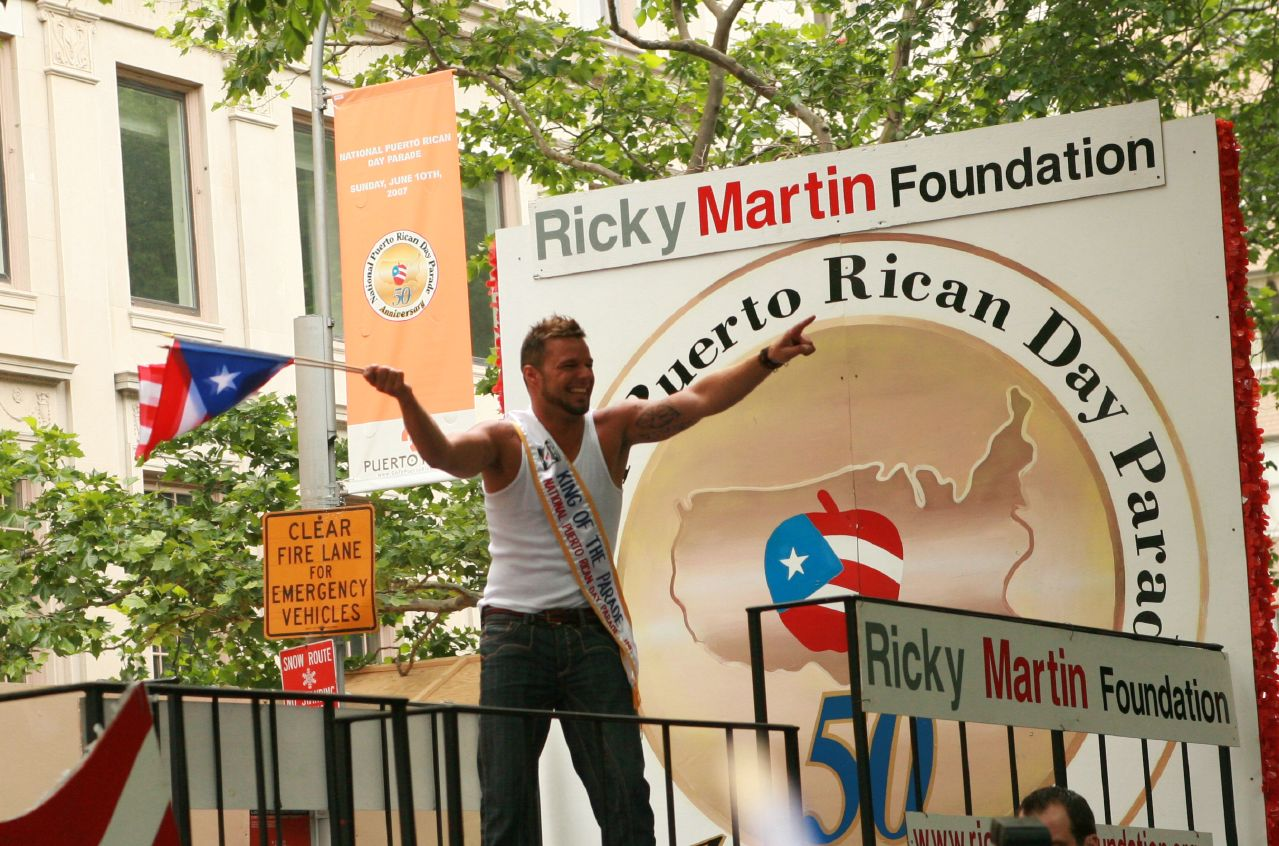
Ricky Martin en el Desfile Puertorriqueño de la Ciudad de Nueva York.

El gobierno de Puerto Rico ha estado relacionado con la comunidad puertorriqueña de los Estados Unidos por muchos años. En julio de 1930, el Departamento del Trabajo de Puerto Rico estableció un servicio de trabajo en la ciudad de Nueva York. La División de Migración (conocida como la "Commonwealth Office"), y la cual también forma parte del Departamento de Trabajo de Puerto Rico, se creó en 1948, y para fines del 1950s, ya había abierto oficinas en más de 115 ciudades de los Estados Unidos.
Los puertorriqueños son el segundo grupo latino más grande del país y el más grande en muchas partes de la costa este. Los puertorriqueños tienen un acervo cultural del Caribe latino. También tienen una alta tasa de matrimonios mixtos con muchos grupos, especialmente dominicanos.

## Raza
Según el censo de 2010, de la población continental puertorriqueña, alrededor de un 53,1 % se autoidentifica como blanco, 8,7 % autoidentificado como negro,  0,9 % como indígena, 0,5 % como asiático, y 36,7 % raza mezclada u otra raza. Aunque más de la mitad se autoidentifica como blanco, la mayoría de la población puertorriqueña es de raza mezclada de blancos europeos, negros africanos e indígenas taínos. Se estima que el ancestro ADN de mayoría de los puertorriqueños es 56% europeo, 28% africano y 16% taino. Sin embargo, hay grandes cantidades de blancos puros también. Históricamente, Puerto Rico se sometió a un proceso de blanqueamiento bajo el dominio español y americano. Puerto Rico tenía leyes como el Regla de Sacar, entre otros, una ley donde los mulatos se consideraban legalmente blancos, opuesto a la ley "One drop rule" en los Estados Unidos.

## Migración
Desde el 1898, Puerto Rico ha estado bajo el control de los Estados Unidos, facilitando patrones migratorios entre la Isla y la metrópoli. Ya cuando la Isla estaba bajo el control de España, los puertorriqueños migraban a los Estados Unidos. Pero no fue hasta la conclusión de la guerra hispano-estadounidense en 1898 que un número significativo de puertorriqueños se comenzaron a establecer en la nación norteamericana. En el año 1917 la ley estadounidense Jones–Shafroth convirtió a los puertorriqueños en ciudadanos estadounidenses, eliminando todo tipo de barrera para la migración libre entre ambos países. Los números más altos de inmigración hacia los Estados Unidos ocurrieron en las primeras y las últimas décadas del siglo veinte.
La intervención política y económica de los Estados Unidos en Puerto Rico creó condiciones para la inmigración, "mediante la concentración de la riqueza económica en las manos de corporaciones americanas y el desplazamiento de los trabajadores." Legisladores norteamericanos promovieron "planes de colonización y programas de contratos laborales a fin de reducir la población. Los patronos estadounidenses, a menudo con el apoyo de su gobierno, reclutaron a los puertorriqueños como una fuente de trabajadores de bajo costo laboral para sus plantas en los Estados Unidos y otras partes del mundo." El puertorriqueño emigró a los Estados Unidos en búsqueda de trabajos que pagaran sueldos más altos que los pagados en la Isla, inicialmente a Nueva York, y luego a otras ciudades como Chicago, Filadelfia y Boston. Más recientemente ha surgido una migración masiva de Puerto Rico a Nueva York y Nueva Jersey, pero esta vez aparentemente por razones variadas, primordialmente debido a consideraciones económicas y culturales.

### Ciudad de Nueva York

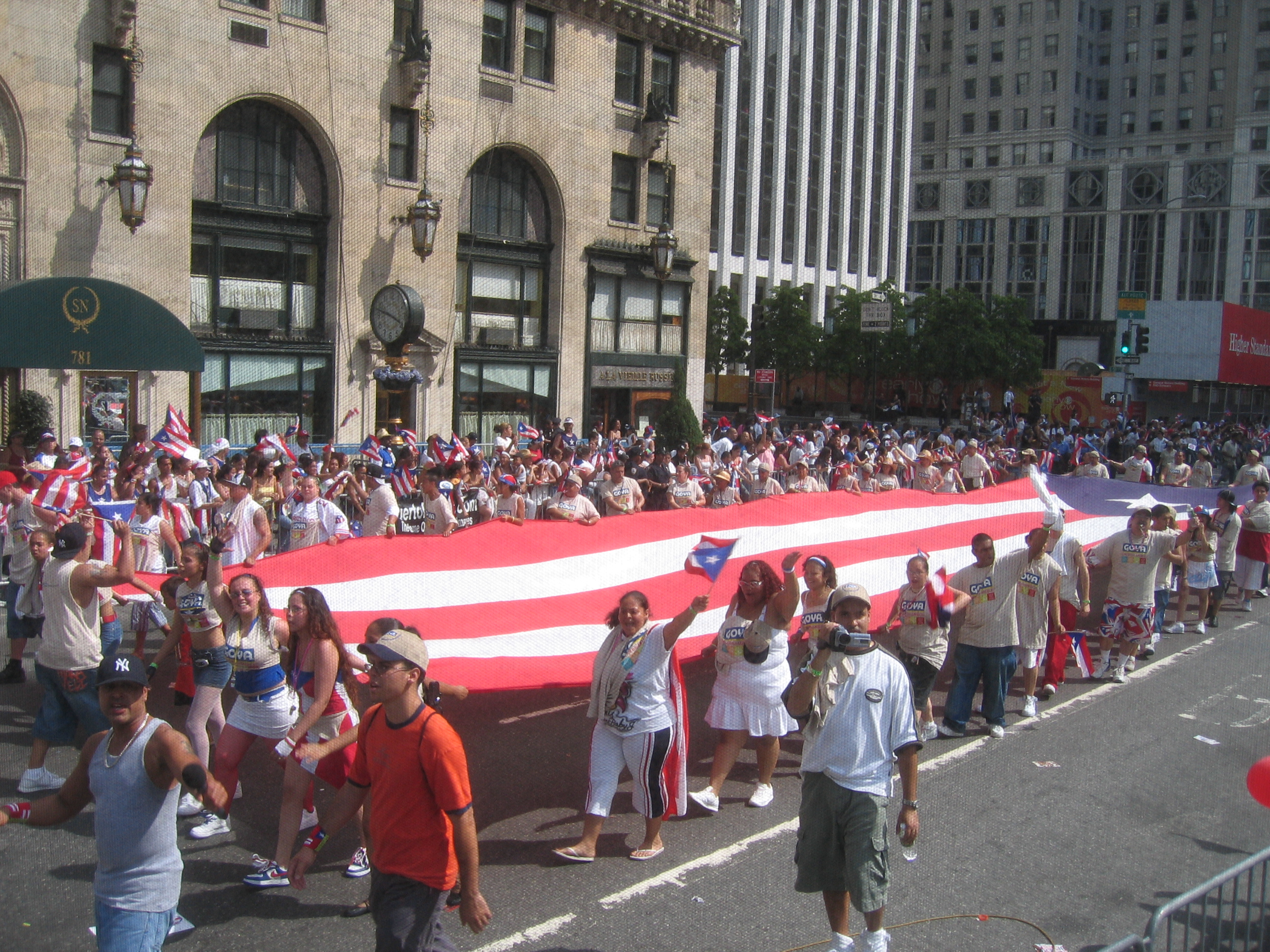
El Desfile Nacional Puertorriqueño en Nueva York, 2005

Entre la década del los años 1950s y los 1980s, un alto número de puertorriqueños emigraron a Nueva York, especialmente al Bronx, y al Spanish Harlem. El reclutamiento de trabajadores fue la base de las migraciones a tales lugares. En 1960, el porcentaje de puertorriqueños de los Estados Unidos que vivían en la Ciudad de Nueva York era 88 %, y la mayoría de estos (69 %) vivían en East Harlem. Estos se ayudaban unos a otros a establecerse, conseguir trabajo y establecer comunidades a través de redes sociales que giraban alrededor de sus familiares y amigos. Durante muchos años, Spanish Harlem (East Harlem) y Loisaida (Bajo Lado Oriental de Manhattan) fueron las dos comunidades mayores de puertorriqueños en la ciudad, pero durante la década de los 1960s y los 1970s vecindarios mayormente de puertorriqueños comenzaron a aparecer en el Bronx por su proximidad a East Harlem y en Brooklyn por su proximidad al Lower East Side. Hoy día existen números significativos de comunidades puertorriqueñas en los cinco condados.
Philippe Bourgois, un antropólogo que ha estudiado a los puertorriqueños que viven en los centros de las ciudades grandes, opina que "la comunidad puertorriqueña ha caído víctima de la pobreza a base de la marginalización social debido a la transformación de la ciudad de Nueva York a una ciudad a nivel de ciudad global." La población puertorriqueña en el East Harlem y en la ciudad de Nueva York en general continúa siendo la más pobre de entre todos los grupos de inmigrantes de las ciudades americanas. En el 1973, aproximadamente "46.2% de los inmigrantes puertorriqueños en el East Harlem vivían bajo el nivel federal de pobreza." La lucha por encontrar trabajo legítimo y viviendas asequibles sigue siendo relativamente baja y la implementación de pólizas públicas gubernamentales que les sean favorables a los puertorriqueños continúa siendo relativamente inconsistente. La comunidad puertorriqueña en Nueva York contribuyó a la creación de la música hip hop y a muchas formas de música latina incluyendo Salsa y Freestyle. Los puertorriqueños de Nueva York crearon su propio movimiento cultural y sus propias instituciones culturales tales como el "Nuyorican Poets Cafe".
La ciudad de Nueva York también vino a ser la meca de la música freestyle en la década de los 80s, y de la cual cantantes y compositores puertorriqueños formaban  parte integral. La influencia puertorriqueña en la música popular continua hasta hoy día, cubriendo artistas de categoría mundial tales como Jennifer Lopez.

### Chicago

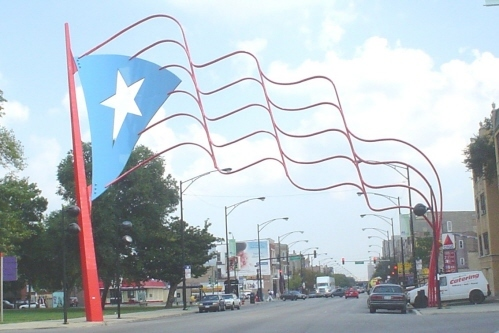
La Calle Division (Paseo Boricua) en Chicago, mirando hacia el este desde la Calle Mozart, media manzana al oeste de la Avenida California.

## Demografía
En el 1950, aproximadamente un cuarto de millón de puertorriqueños nacidos en la Isla vivían en los Estados Unidos. Para marzo de 2012 esa figura había aumentado a cerca de los 1.5 millones. Es decir, poco menos de un tercio de los cerca de 5 millones de puertorriqueños que vivían en los Estados Unidos habían nacido en la isla. Los puertorriqueños son también el segundo grupo latino más abundante en los Estados Unidos después de los de ascendencia mexicana.

### Población por Estado

#### Relativa a la población de cada Estado
La población puertorriqueña en cada Estado, mostrando el porcentaje de la población del Estado que se identifica como puertorriqueño en comparación con la población total estatal se muestra en la siguiente tabla.
| Estado/Territorio   | Población (2017) de Puertorriqueños estadounidenses | Porcentaje |
| ------------------- | --------------------------------------------------- | ---------- |
| Alabama             | 20027                                               | 0.5        |
| Alaska              | 7637                                                | 1.0        |
| Arizona             | 41901                                               | 0.6        |
| Arkansas            | 6088                                                | 0.2        |
| California          | 212500                                              | 0.6        |
| Carolina del Norte  | 101921                                              | 1.0        |
| Carolina del Sur    | 38025                                               | 0.8        |
| Colorado            | 27872                                               | 0.6        |
| Connecticut         | 298603                                              | 8.2        |
| Dakota del Norte    | 2099                                                | 0.3        |
| Dakota del Sur      | 2514                                                | 0.3        |
| Delaware            | 31514                                               | 3.2        |
| Washington D. C.    | 6320                                                | 0.9        |
| Florida             | 1120225                                             | 5.4        |
| Georgia             | 99085                                               | 0.9        |
| Hawái               | 45995                                               | 3.2        |
| Idaho               | 3445                                                | 0.2        |
| Illinois            | 202046                                              | 1.6        |
| Indiana             | 45746                                               | 0.7        |
| Iowa                | 7545                                                | 0.3        |
| Kansas              | 11734                                               | 0.4        |
| Kentucky            | 19312                                               | 0.4        |
| Luisiana            | 17109                                               | 0.4        |
| Maine               | 6091                                                | 0.3        |
| Maryland            | 60781                                               | 1.0        |
| Massachusetts       | 327959                                              | 4.9        |
| Míchigan            | 42952                                               | 0.4        |
| Minnesota           | 14344                                               | 0.2        |
| Misisipi            | 7766                                                | 0.2        |
| Misuri              | 15577                                               | 0.3        |
| Montana             | 2136                                                | 0.2        |
| Nebraska            | 6765                                                | 0.3        |
| Nevada              | 28046                                               | 1.0        |
| Nueva Jersey        | 470640                                              | 5.3        |
| Nueva York          | 1112123                                             | 5.7        |
| Nuevo Hampshire     | 16331                                               | 1.2        |
| Nuevo México        | 9895                                                | 0.4        |
| Ohio                | 125554                                              | 1.1        |
| Oklahoma            | 17334                                               | 0.4        |
| Oregón              | 9904                                                | 0.2        |
| Pensilvania         | 472442                                              | 3.7        |
| Rhode Island        | 40065                                               | 3.9        |
| Tennessee           | 31295                                               | 0.5        |
| Texas               | 189643                                              | 0.7        |
| Utah                | 9176                                                | 0.4        |
| Vermont             | 2335                                                | 0.3        |
| Virginia            | 106472                                              | 1.3        |
| Virginia Occidental | 6494                                                | 0.3        |
| Washington          | 28346                                               | 0.4        |
| Wisconsin           | 56028                                               | 0.9        |
| Wyoming             | 1002                                                | 0.2        |
| Estados Unidos      | 5588664                                             | 1.7        |

Los Estados con el mayor flujo neto de puertorriqueños de la isla mudándose a ellos son Florida, Pensilvania, Texas, Massachusetts, Connecticut, Ohio, Georgia, Carolina del Norte, Virginia, y Maryland. Entre los años 2000 y 2010, tales Estados representaban los lugares de más frecuente destino de los puertorriqueños inmigrando de la isla hacia los 50 Estados. Nueva York continúa siendo un destino principal para inmigrantes puertorriqueños, a pesar de que solamente una tercera parte de los inmigrantes puertorriqueños llegaban a quedarse a vivir en Nueva York.
A pesar de que los puertorriqueños constituyen más del 9 % de los latinos en los Estados Unidos, hay varios Estados donde los puertorriqueños son aproximadamente el 50 % de la población latina del Estado, incluyendo a Connecticut donde el 57 % del los hispanos en el Estado son de ascendencia puertorriqueña y a Pensilvania donde son el 53 % de la población latina. Otros Estados con gran concentración puertorriqueña entre la comunidad latina incluyen Massachusetts, con más del 40 %, Rhode Island con el 39%, Nueva York con el 34 %, Nueva Jersey y Delaware al 33 %, Ohio al 27 %, y Florida al 21 % de los latinos en el estado.

#### Relativa a la población puertorriqueña en los Estados Unidos nacionalmente
Población puertorriqueña en cada Estado, mostrando el porcentaje de residentes puertorriqueños en cada Estado en relación con la población puertorriqueña en la totalidad de la nación americana.
| Estado/Territorio                       | Puertorriqueños estadounidenses Población (2010) | Porcentaje |
| --------------------------------------- | ------------------------------------------------ | ---------- |
| Nueva York                              | 1,070,558                                        | 23.15      |
| Florida                                 | 847,550                                          | 18.33      |
| Nueva Jersey                            | 434,092                                          | 9.39       |
| Pensilvania                             | 366,082                                          | 7.92       |
| Massachusetts                           | 266,125                                          | 5.76       |
| Connecticut                             | 252,972                                          | 5.47       |
| California                              | 189,945                                          | 4.11       |
| Illinois                                | 182,989                                          | 3.96       |
| Texas                                   | 130,576                                          | 2.82       |
| Ohio                                    | 94,965                                           | 2.05       |
| Virginia                                | 73,958                                           | 1.60       |
| Georgia                                 | 71,987                                           | 1.56       |
| Carolina del Norte                      | 71,800                                           | 1.55       |
| Wisconsin                               | 46,323                                           | 1.00       |
| Hawái                                   | 44,116                                           | 0.95       |
| Maryland                                | 42,572                                           | 0.92       |
| Míchigan                                | 37,267                                           | 0.81       |
| Rhode Island                            | 34,979                                           | 0.76       |
| Arizona                                 | 34,787                                           | 0.75       |
| Indiana                                 | 30,304                                           | 0.66       |
| Carolina del Sur                        | 26,493                                           | 0.57       |
| Washington                              | 25,838                                           | 0.56       |
| Colorado                                | 22,995                                           | 0.50       |
| Delaware                                | 22,533                                           | 0.49       |
| Tennessee                               | 21,060                                           | 0.46       |
| Nevada                                  | 20,664                                           | 0.45       |
| Misuri                                  | 12,236                                           | 0.27       |
| Alabama                                 | 12,225                                           | 0.26       |
| Oklahoma                                | 12,223                                           | 0.26       |
| Nuevo Hampshire                         | 11,729                                           | 0.25       |
| Luisiana                                | 11,603                                           | 0.25       |
| Kentucky                                | 11,454                                           | 0.25       |
| Minnesota                               | 10,807                                           | 0.23       |
| Kansas                                  | 9,247                                            | 0.20       |
| Oregón                                  | 8,845                                            | 0.19       |
| Nuevo México                            | 7,964                                            | 0.17       |
| Utah                                    | 7,182                                            | 0.16       |
| Misisipi                                | 5,888                                            | 0.13       |
| Iowa                                    | 4,885                                            | 0.11       |
| Arkansas                                | 4,789                                            | 0.10       |
| Alaska                                  | 4,502                                            | 0.10       |
| Maine                                   | 4,377                                            | 0.10       |
| Virginia Occidental                     | 3,701                                            | 0.08       |
| Nebraska                                | 3,242                                            | 0.07       |
| Distrito de Columbia (Washington D. C.) | 3,129                                            | 0.07       |
| Idaho                                   | 2,910                                            | 0.06       |
| Vermont                                 | 2,261                                            | 0.05       |
| Montana                                 | 1,491                                            | 0.03       |
| Dakota del Sur                          | 1,483                                            | 0.03       |
| Wyoming                                 | 1,026                                            | 0.02       |
| Dakota del Norte                        | 987                                              | 0.02       |
| Estados Unidos                          | 4,623,716                                        | 100        |

A pesar del movimiento de puertorriqueños de Estados tradicionales a los no tradicionales, el noreste continua dominando tanto en concentración como en población puertorriqueña.
Las poblaciones mayores de puertorriqueños están en las siguientes áreas metropolitanas (Fuente: Censo 2010):
1. Nueva York, NY-Nueva Jersey Norteño-Long Island, NY - 1,177,430
2. Orlando-Kissimmee-Sanford, FL - 269,781
3. Filadelfia, PA-Camden, NJ-Wilmington, DE - 238,866
4. Miami-Fort Lauderdale-Pompano Beach, FL - 207,727
5. Chicago, IL-Joliet, IN-Naperville, WI - 188,502
6. Tampa-St. Petersburg-Clearwater, FL - 143,886
7. Boston, MA-Cambridge, MA-Quincy, NH - 115,087
8. Hartford-West Hartford-East Hartford, CT - 102,911
9. Springfield, MA - 87,798
10. New Haven-Milford, CT - 77,578

### Comunidades con mayor población puertorriqueña
- Ciudad de Nueva York: 723.621 residentes puertorriqueños en el 2010;[11] comparado con 789.172 residentes en el 2000, una disminución de 65.551; representando una baja de 8,9 % de la población total de la ciudad 32 % de la población latina de la ciudad, son también el grupo hispano más grande en la ciudad.

- Filadelfia: 121.643 residentes puertorriqueños en el 2010;[11] comparado con 91.527 en el 2000, un aumento de 30.116; representando 8 % de la población total de ciudad y el 68 % de la población latina de la ciudad, son también el grupo hispano de mayor población de la ciudad.

- Chicago: 102.703 residentes puertorriqueños en el 2010;[11] comparado con 113.055 en 2000, una reducción de 10.352 residentes; representando el 3.8 % de la población total de la ciudad y el 15 % de los latinos en la ciudad, son también el segundo grupo mayor de latinos en la ciudad.

La 25 comunidades con mayor población de puertorriqueños son (Fuente: Censo 2010):
1. Nueva York, Nueva York - 723.621
2. Filadelfia - 121.643
3. Chicago - 102.703
4. Springfield, Massachusetts - 50.798
5. Hartford, CT - 41.995
6. Newark, Nueva Jersey - 35.993
7. Bridgeport, Connecticut - 31.881
8. Orlando, Florida - 31.201
9. Boston, MA - 30.506
10. Allentown, Pensilvania - 29.640
11. Cleveland, Ohio - 29.286
12. Reading, Pensilvania - 28.160
13. Rochester, Nueva York - 27.734
14. Jersey City, Nueva Jersey - 25.677
15. Waterbury, Connecticut - 24.947
16. Milwaukee, Wisconsin - 24.672
17. Tampa, Florida - 24.057
18. Camden, NJ - 23.759
19. Worcester, Massachusetts - 23.074
20. Buffalo, Nueva York - 22.076
21. Nueva Bretaña, Connecticut - 21.914
22. Jacksonville, FL - 21.128
23. Paterson, Nueva Jersey - 21.015
24. New Haven, Connecticut - 20.505
25. Yonkers, Nueva York - 19.875

### Comunidades con alto porcentaje de puertorriqueños
Las 25 comunidades con el porcentaje más grande de puertorriqueños comparado con la población total de la comunidad son (Fuente: Censo 2010):
1. Holyoke, Massachusetts - 44,70 %
2. Buenaventura Lakes, Florida - 44,55 %
3. Azalea Park, Florida - 36,50 %
4. Poinciana, Florida - 35,82 %
5. Meadow Woods, Florida - 35,11 %
6. Hartford, Connecticut - 33,66 %
7. Springfield, Massachusetts - 33,19 %
8. Kissimmee, Florida - 33,06 %
9. Reading, Pensilvania - 31,97 %
10. Camden, Nueva Jersey - 30,72 %
11. New Britain, Connecticut - 29,93 %
12. Lancaster, Pensilvania - 29,23 %
13. Vineland, Nueva Jersey - 26,74 %
14. Union Park, Florida - 25,81 %
15. Allentown, Pensilvania - 25,11 %
16. Windham, Connecticut - 23,99 %
17. Lebanon, Pensilvania - 23,87 %
18. Perth Amboy, Nueva Jersey - 23,79 %
19. Southbridge, Massachusetts - 23,08 %
20. Amsterdam, Nueva York - 22,80 %
21. Harlem Heights, Florida - 22,63 %
22. Waterbury, Connecticut - 22,60 %
23. Lawrence, Massachusetts - 22,20 %
24. Dunkirk, Nueva York - 22,14 %
25. Bridgeport, Connecticut - 22,10 %
26. Sky Lake, Florida - 22,09 %

Las 20 ciudades (población mayor de 200.000 habitantes) con los porcentajes más grandes de residentes puertorriqueños son:
1. Rochester, New York: 13,2 %
2. Orlando, Florida: 13,1 %
3. Newark, New Jersey: 13,0 %
4. Jersey City, New Jersey: 10,4 %
5. New York City, New York: 8,9 %
6. Buffalo, New York: 8,4 %
7. Philadelphia, Pensilvania: 8,0 %
8. Cleveland, Ohio: 7,4 %
9. Tampa, Florida: 7,2 %
10. Boston, Massachusetts: 4,9 %

## Patrones migratorios
Nueva York fue el único Estado que registró una disminución en la población puertorriqueña durante este periodo (un fenómeno limitado a los 3 condados más grandes de la ciudad). Este es un buen ejemplo de cuan complejas ha venido a ser la demografía puertorriqueña. Mientras que hubo una disminución significativa en toda la ciudad en la década del 1990, también hubo crecimiento significativo en dos de los cinco condados. A pesar de esta disminución, la ciudad sigue siendo el mayor centro de inmigración de puertorriqueños procedentes de Puerto Rico y de los EE. UU.
Otras cuatro ciudades sufrieron disminución de residentes provenientes de Puerto Rico entre 1990 y 2000:
- Chicago, Illinois: -6,811 (-2%)
- Jersey City, New Jersey: -13,567 (-4%)
- Newark, New Jersey: -11,895, (-5%)
- Paterson, New Jersey: -3,567 (-13%)

Las razones de estos declives y sus impactos todavía no han sido totalmente investigadas. Particularmente en el caso de Nueva York, estos declives han sido asunto de bastante especulación pero de muy poco análisis hasta hoy día. Pero esta bastante claro que la mayor migración ocurrió hacia el área central de la Florida. En la década de los 90 del siglo XX la población puertorriqueña explotó, junto con las tasas de crímenes de drogas y crímenes violentos. Entre Nueva York, Fildelfia y Chicago, las tres ciudades con las tres mayores poblaciones de puertorriqueños, Filadelfia es la única que ha experimentado un aumento, mientras que las otras dos han visto disminuciones. Esto es posiblemente el resultado de ser la ciudad que más cerca está de Nueva York o debido a su baja tasa de crimen.
Los cinco lugares con mayor declive poblacional durante el periodo 1990-2000 lo fueron:
- Olympia Heights, Florida: -72.4 por ciento
- Marina, California: -59.0 por ciento
- Seaside, California: -55.1 por ciento
- Baldwin Park, California: -48.4 porcientocent
- Pompano Beach Highlands, Florida: -43.8 por ciento

### Dispersión
Como ha sido el caso entre otros grupos, el tema de la dispersión tiene una larga historia entre la comunidad de puertorriqueños americanos. Desarrollos demográficos más recientes a primera vista parecen indicar que la población de puertorriqueños americanos se ha estado dispersando en cantidades más grandes que antes. Duany ha descrito este proceso como una “reconfiguracion” y se refiere a él como la “nacionalización” de la comunidad puertorriqueña a través de los Estados Unidos. La ciudad de Nueva York era el centro de la comunidad puertorriqueña en los EE. UU. durante la mayor parte del siglo XX. Sin embargo, no está muy claro si estos cambios poblacionales pueden caracterizarse como una simple dispersión demográfica. Lo que si es cierto es que los establecimientos poblacionales puertorriqueños están mucho menos concentrados en lugares como la ciudad de Nueva York, Chicago y otras ciudades de Massachusetts, Connecticut, y Nueva Jersey.

### Concentración
La segregación residencial es un fenómeno que caracteriza a muchos establecimientos de población puertorriqueña. Mientras que los miembros de la raza negra constituyen el grupo más segregado residencialmente en los EE. UU., los puertorriqueños son los más segregados entre los latinos:
- Bridgeport, Connecticut (con un puntaje de 73)
- Hartford, Connecticut (70)
- New York City (69)
- Philadelphia, Pensilvania (69)
- Newark, New Jersey (69)
- Cleveland-Lorain-Elyria, Ohio (68)

Los puertorriqueños de los Estados Unidos también se encuentran concentrados en una tercera e interesante forma: ellos están desproporcionalmente reunidos en los que se ha denominado como el "Pasillo Boston-Nueva York-Washington" a lo largo de la Costa Este del país.

### Segmentación
Los cambios en los tamaños relativos de las poblaciones hispanas e los Estados Unidos han cambiado también el rol de la comunidad puertorriqueña estadounidense. De manera que antiguas instituciones puertorriqueñas ha tenido que modificar sus misiones originales (y, en algunos casos, hasta cambiar sus mismos nombres) a fin de proveer servicios a clientes latinos no puertorriqueños. Algunas autoridades han visto esto como un proceso que ha convertido a la comunidad puertorriqueña estadounidense en una casi invisible a medida que inmigración y la agenda latina, y no la agenda puertorriqueña, comienza a tomar mayor auge, mientras que otros ven estos cambios como una gran oportunidad para que los puertorriqueños estadounidenses puedan incrementar su influencia y rol de liderato en un mundo latino más grande.

## Condiciones socioeconomicas

### Ingreso
La comunidad puertorriqueña estadounidense generalmente se ha caracterizado por tener un nivel económico pobre y por ser parte de la clase baja de los Estados Unidos. Estudios y reportajes producidos durante los últimos 50 años documentan el alto nivel de pobreza de esta comunidad. Sin embargo, el cuadro económico a principios del siglo 21 también comenzó a mostrar que era una comunidad que está experimentado un progreso significativo en el área socioeconómica y que es una comunidad con un creciente poder económico.

#### El mercado latinoamericano y envío de dinero a Puerto Rico
El ingreso total de los puertorriqueños de los Estados Unidos en el año 2001 fue de $54.5 billones ($54.5 mil millones). Esto representa una porción significativa del grande y creciente mercado latino de los Estados Unidos y el cual ha atraído la atención de los medios de prensa y el comercio. Esto ha dado lugar a nuevas industrias de mercadeo y publicidad especializadas en ekl mercado latino.
La Junta de Planificación de Puerto Rico, una agencia del gobierno central de la Isla, estima que el dinero enviado a la Isla por familiares y amigos sumaba, en el 1963, a los $66 millones. Muchos puertorriqueños de la Isla también envían dinero a sus familiares en los Estados Unidos. También se ha dado a conocer que la diferencia económica entre los puertorriqueños de los Estados Unidos y los de la Isla no es tan grande como la que existe entre los inmigrantes de otros países latinos.

#### Género
El ingreso promedio de los puertorriqueños en los Estados Unidos en el año 2002 era $36,572. Las mujeres puertorriqueñas tenían un ingreso promedio de $30,613, es decir, 83.7 por ciento del ingreso promedio de los puertorriqueños varones. Las mujeres puertorriqueñas también tenían ingresos que alcanzaban al 82.3 por ciento de los salarios promedios de la mujer blanca americana, mientras que los hombres puertorriqueños tenían ingresos que alcanzaban solamente al 64.0 por ciento de los salarios promedios del hombre blanco americano. Los salarios de las mujeres puertorriqueñas estaban más a la par con los salarios de las mujeres blancas americanas que lo que lo estaban los salarios de las mujeres dominicanas (58.7 %) y las centroamericanas y sudamericanas (68.4 %), pero por debajo de las cubanas (86.2 %), "otras hispanas" (87.2 %), las negras (83.7 %), y las asiáticas (107.7 %).
Los hombres puertorriqueños de los Estados Unidos estaban en una posición económica más débil en comparación con los hombres de otros grupos étnico-raciales. Estaban cerca del nivel económico que los que estaban los dominicanos (68.3%) y los Centro- y Sudamericanos (58.3%) cuando se le comparaba con los hombres blancos. Y aunque estaban bien cerca del nivel de los negros (65.5 %), los ingresos de los hombres puertorriqueños de los Estados Unidos estaban por debajo de los ingresos de los Mexicanos (68.3 %), los cubanos (75.9 %), otros hispanos (75.1 %), y los asiáticos (100.7 %).

### Niveles académicos
Los puertorriqueños de los Estados Unidos, al igual que otros latinos de los Estados Unidos, han experimentado un constante problema con la tasa de abandono de estudios en la escuela superior ("high school") lo que ha resultado en logros académicos relativamente bajos entre los miembros de la comunidad puertorriqueña. De acuerdo con el Pew Hispanic Center, mientras que en la isla de Puerto Rico más del 20% de la población tiene un grado universitario de bachiller ("Bachelor's degree"), solamente el 16% de los puertorriquenos en la nación americana han logrado tal nivel académico, en un estudio realizado en marzo de 2012.

## Participación cívica
La comunidad puertorriqueña ha tenido organizaciones con el propósito de representar sus intereses en las instituciones políticas de los Estados Unidos por casi siglo. En la Ciudad de Nueva York, los puertorriqueños empezaron a postularse para puestos políticos en la década de los 20 del siglo XX. En 1937, eligieron su primer representante al gobierno, Oscar García Rivera, quien fue elegido a la Legislatura del Estado de Nueva York. En Massachusetts, el puertorriqueño Nelson Merced fue el primer latino electo a la Cámara de Representantes del Estado de Massachusetts, y el primer latino electo a un puesto político a nivel estatal. Actualmente hay cuatro puertorriqueños en el Congreso de los Estados Unidos: los Demócratas Luis Gutiérrez de Illinois, José Enrique Serrano de Nueva York, y Nydia Velázquez también de Nueva York, el Republicano Raúl Labrador de Idaho, y el Comisionado residente de Puerto Rico de Puerto Rico. También hay, o ha habido, alcaldes puertorriqueños en las ciudades de Miami, Hartford, y Camden.
Hay varias maneras como los puertorriqueños de los Estados Unidos han ejercido influencia. Estas incluyen protestas, presencia cívica en los pasillos del Congreso estadounidense y contribuciones a partidos y a candidatos políticos, así como a través del voto. Comparado con los Estados Unidos, la tasa de participación de los puertorriquenos en la isla en elecciones de la isla es bien elevada. Sin embargo, muchos ven una paradoja en esto dado que tales niveles de votación de los puertorriquenos no ocurren en los Estados Unidos. En los Estados Unidos, los puertorriqueños han tenido menores tasas de registro político y de votación. A pesar de esto, ellos han logrado tener éxito en elegir a algunos de los suyos a puestos políticos en diferentes partes de la nación norteamericana.
Esto, junto con el hecho que campanas de registracion para votantes latinos, como la Southwest Voter Registration Education Project y la United States Hispanic Leadership Institute, no han podido atender a la población puertorriquena debido a estar alejadas de los centros de población puertorriquena del noreste de los Estados Unidos, ha resultado en que los niveles de votantes puertorriquenos sean bajos. El enfoque de tales organizaciones ha sido atraer el voto del mexicano-americano de los Estados Unidos. Reconociendo que un incremento en la participación electoral del puertorriqueno de los Estados Unidos también beneficiaria a la isla, el gobierno de Puerto Rico ha buscado llenar este vacío para también asegurar que los intereses políticos de los puertorriqueños en los Estados Unidos estén bien representados en el proceso electoral. Con este fin, desde la década de los 1908s, el Gobierno de Puerto Rico ha lanzado dos campañas para la inscripción de votantes puertorriqueños en los Estados Unidos.
Las razones para la baja inscripción de votantes puertorriqueños en los Estados Unidos ha sido objeto de mucha discusión, pero de muy poco investigación científica. Cuando se investigan la relación de varios factores ciontr la baja tasa de inscripción electoral, el estado socioeconómico aparece como un factor principal. Por ejemplo, de acuerdo con el censo: 
- Ingresos: la tasa de participación para aquellos con ingresos inferiores a $ 10,000 fue del 37.7 por ciento, mientras que para aquellos que ganan $ 75,000 y más, fue del 76.7 por ciento.

- Empleo: 36.5 por ciento de los desempleados votaron, versus 51.2 por ciento para los empleados. La tasa para aquellos fuera de la fuerza laboral fue del 50.6 por ciento, probablemente reflejando el papel desproporcionado de los ancianos, que generalmente tienen tasas de participación más altas.

- Afiliación sindical: para los miembros del sindicato fue del 51,3 por ciento, mientras que para los miembros no sindicalizados fue del 42,6 por ciento.

- Vivienda: para los propietarios fue del 64,0 por ciento, mientras que para los inquilinos fue del 41,8 por ciento.

Hubo una serie de otras características sociodemográficas en las que también existían diferencias de participación, tales como:  
- Edad: la edad promedio de los votantes fue de 45.3 años, en comparación con 38.5 años para los no votantes elegibles.

- Educación: aquellos sin un diploma de escuela secundaria tuvieron una tasa de participación del 42.5 por ciento, mientras que para aquellos con un título de posgrado, fue del 81.0 por ciento.

- Lugar de nacimiento: para los nacidos en Estados Unidos fue del 48.9 por ciento, en comparación con el 52.0 por ciento de los nacidos en Puerto Rico.

- Estado civil: para los que estaban casados era del 62.0 por ciento, mientras que los que nunca estaban casados lograron el 33.0 por ciento.

- Servicio militar: para aquellos que alguna vez sirvieron en el ejército de los Estados Unidos, la tasa de participación fue del 72.1 por ciento, en comparación con el 48.6 por ciento para aquellos que nunca sirvieron.